# Bergsbrukens valdistrikt
Bergsbrukens valdistrikt var under den svenska ståndsriksdagens sista århundrade samlingsnamnet på de valdistrikt som hade rätt att skicka var sin representant till borgarståndet för bergsbruken i de svenska bergslagsområdena. Bergsbruksdistrikten gav därmed representation åt de ofrälse ståndspersoner som var tongivande i bergshanteringen. De var också de enda riksdagsmännen i borgarståndet som inte företrädde städer.
Det första bergsbruksdistriktet avsåg Falu bergslag, som från riksdagen 1778/79 fick en egen plats i borgarståndet. Riksdagsmannen för Falu bergslag skulle väljas av "fjärdepartsägare, som tillika äro brukande bergsmän", och riksdagsmannen skulle också i minst tre års tid ha varit "brukande bergsman" i Falu bergslag.
Falu bergslag, även kallat Stora kopparbergs bergslag, var en form av bolag som utvann koppar ur Falu gruva. Andelarna, s.k. fjärdeparter, kunde innehas dels av aktiva eller brukande bergsmän, dels av andra personer. Bergsmännen stod gemensamt för gruvdriften och tilldelades efter lottning malm som de sedan antingen sålde till andra bergsmän eller själva smälte till s.k. råkoppar. Det var alltså de etablerade aktiva bergsmännen som från 1778/79 valde sin representant i borgarståndet.
Järnhanteringen hade en något annan organisation. Bergsmän, som stod för brytning av järnmalm och för malmsmältning i masugnar, ingick i mycket mindre sammanslutningar än den vid Falu gruva. De räknades under hela ståndsriksdagens tid som bönder och representerades bland dessa i bondeståndet. Tackjärnet som de producerade bearbetades sedan vid oftast enskilt ägda järnbruk. Järnbruksägarna, som var en resursstark grupp, var länge inte representerade i riksdagen såvida de inte också var adelsmän eller drev handel i någon stad, där de var borgare. 
Detta ändrades vid 1828/30 års riksdag, då det beslutades att inrätta ytterligare fem platser i borgarståndet för övriga delar av bergsnäringen. Dessa fem platser bemannades alltså första gången vid 1834/35 års riksdag. De fem riksdagsplatserna öronmärktes för "de övriga bergsbruken, varunder inbegripas alla av Styrelsen över Bergverken privilegierade inrättningar till förädling af mineralrikets produkter". 
Röstberättigade och valbara för dessa fem bergsbruksdistrikt var endast de som varit bruksägare i riket minst tre år, och som inte var valbara till riksdagen för något annat stånd. Riksdagsmännen utsågs efter en procedur där Bergskollegium ("Styrelsen över bergverken") först beräknade värdet av den samlade produktionen och därefter graderade bruksägarnas rösträtt efter det produktionsvärde var och en av dem representerade. För järntillverkningen användes det årligen beräknade priset för hammarskattsjärnet (en form av skatt), och för annan tillverkning det medelpris som kronan fick i försäljningsintäkt på andra skatter som erlades in natura. Om det fanns någon brukshantering där inte produktionsvärdet kunde fastställas enligt någon av dessa principer skulle i stället "det i Stockholm gångbara pris" som varan betingade användas som beräkningsgrund.
Detta gör att gränserna för bergsbruksdistrikten kunde variera. Bergsbrukens första valdistrikt hade dock tyngdpunkten i Gävleborgs län och Uppsala län, bergsbrukens andra valdistrikt i Södermanlands län och Östergötlands län, bergsbrukens tredje valdistrikt i Värmlands län, bergsbrukens fjärde valdistrikt i Örebro län och bergsbrukens femte valdistrikt i Västmanlands län samt Kopparbergs län utanför Falu bergslag.

## Riksdagsmän för bergsbrukens valdistrikt

### Falu bergslag
- 1778–1779: Johan Gottlieb Gahn, Olof Nauclér
- 1786: Lars Berger
- 1789: Daniel Flodström
- 1792: Daniel Flodström
- 1800: Erik Falhem
- 1809–1810: Johan Gottlieb Gahn
- 1810: Johan Gottlieb Gahn
- 1812: Erik Falhem
- 1815: Jean Noréus
- 1817–1818: Jean Noréus
- 1823: Jean Noréus
- 1828–1830: Jean Noréus
- 1834–1835: Erik Eriksson Falhem
- 1840–1841: Carl Henrik Engström
- 1844–1845: Erik Eriksson Falhem
- 1847–1848: Gustaf Falhem
- 1850–1851: Erik Eriksson Falhem
- 1853–1854: Erik Eriksson Falhem
- 1856–1858: Erik Eriksson Falhem
- 1859–1860: Johan Gottlieb Gahn d.y.
- 1862–1863: Hans Erik Falhem
- 1865–1866: Hans Erik Falhem

### Bergsbrukens första valdistrikt
- 1834–1835: Thore Petre
- 1840–1841: Thore Petre
- 1844–1845: Thore Petre
- 1847–1848: Carl Östberg
- 1850–1851: Thore Petre
- 1853–1854: Carl Anton Rettig
- 1856–1858: Anders Jakob Thomée
- 1859–1860: Carl Rinman
- 1862–1863: André Oscar Wallenberg
- 1865–1866: Casimir Petre

### Bergsbrukens andra valdistrikt
- 1834–1835: Claes Henrik Fries
- 1840–1841: Anders Baltzar de Maré
- 1844–1845: Anders Baltzar de Maré
- 1847–1848: Carl Gustaf Indebetou
- 1850–1851: Carl Gustaf Indebetou
- 1853–1854: Carl Gustaf Indebetou
- 1856–1858: Johan Fredrik Björkman
- 1859–1860: Carl Edvard Ekman
- 1862–1863: Carl Edvard Ekman
- 1865–1866: Johan Fredrik Björkman

### Bergsbrukens tredje valdistrikt
- 1834–1835: Jonas Wærn
- 1840–1841: Carl Fredrik Geijer
- 1844–1845: Carl Fredrik Geijer
- 1847–1848: Anders Gullström
- 1850–1851: Anders Berger
- 1853–1854: Anders Berger
- 1856–1858: Erik Georg Danielsson
- 1859–1860: Anders Berger
- 1862–1863: Anders Berger
- 1865–1866: Anders Berger

### Bergsbrukens fjärde valdistrikt
- 1834–1835: Mauritz Reinhold Sahlin
- 1840–1841: Viktor Cassel
- 1844–1845: Karl Axel Bergsten
- 1847–1848: Theodor Ludvig Bohnstedt
- 1850–1851: Viktor Cassel
- 1853–1854: Viktor Cassel
- 1856–1858: Henrik Gahn
- 1859–1860: Henrik Gahn
- 1862–1863: Henrik Gahn
- 1865–1866: Henrik Gahn

### Bergsbrukens femte valdistrikt
- 1834–1835: Paul Isak Tottie
- 1840–1841: Fredrik Langenberg
- 1844–1845: Fredrik Langenberg
- 1847–1848: Carl Reinhold Roth
- 1850–1851: Christian Sundin
- 1853–1854: Jonas Gustaf Wahlström
- 1856–1858: Jonas Gustaf Wahlström
- 1859–1860: Jonas Gustaf Wahlström
- 1862–1863: Nils Sundin
- 1865–1866: Selim Heijkenskjöld